# Чума в Емаусі
31°50′21″ пн. ш. 34°59′22″ сх. д. / 31.839166666667° пн. ш. 34.989444444444° сх. д.
Чума в Емаусі (араб. طاعون عمواس, трансліт. ṭāʿūn ʿAmwās) — епідемія бубонної чуми в Сирії в 638—639 роках. Подія відбулася в період мусульманського завоювання регіону. Названа епідемія від Емауса в Палестині, головного табору мусульманської арабської армії, де внаслідок чуми загинуло до 25 000 солдатів та їхніх родичів, включаючи більшість вищих командувачів армії, і спричинило значні людські втрати та міграцію серед корінних християн Сирії. Емаус (Нікополіс), був укріпленим табором римської армії в I столітті, який на початку III століття виріс у маленьке місто. Призначення Муавії ібн Абі Суфяна губернатором Сирії після смерті командирів відкрило шлях для створення ним халіфату Омеядів у 661 році. Депопуляція в сільській місцевості Сирії могла бути фактором перезаселення земель арабами, на відміну від інших завойованих регіонів, де араби в основному відокремилися від міст із гарнізонами.
Ця епідемія чуми отримала багато уваги в арабських джерелах, ніж будь-яка інша епідемія, аж до 2-ї пандемії «Чорна смерть» XIV століття. Це була друга зафіксована чума ісламської епохи, яка розпочалася в 620-х роках, і перша, яка безпосередньо уразила мусульман.

## Походження епідемії
Чума в Емаусі, швидше за все, була саме епідемією бубонної чуми, хоча тодішні джерела не описують детально конкретні симптоми хвороби. Ймовірно, це було відродження Юстиніанової чуми, яка виникла в Пелусії (поблизу сучасного Суецу) в 541 році й поширилася на захід до Александрії та на схід до Палестини, перш ніж дістатись до столиці Візантії Константинополя в 541—542 рр., Європи та Сасанідської імперії, як зазначив візантійський історик Прокопій Кесарійський. Чумні епідемії повторювалася щонайменше 9-15 разів протягом середини VI—VII століть, триваючи по кілька років.
Перший халіф Абу-Бакр відправив чотири армії з Медини для підкорення Візантійської Сирії. Емаус був захоплений мусульманами після битви при Аджнадаїні 634 року або ж битви при Ярмуку 636 року. З початком чуми цей населений пункт служив головним табором арабських мусульманських військ у Сирії, де поділяли здобич і здійснювали виплати воякам.

## Перебіг
За словами історика VIII століття Сайфа ібн Умара, чума перший раз появилася у січні — лютому 638 року, після чого відступила, перш ніж знову повернутися і спричинити численні смерті «на користь ворога [візантійців]».
Чума появилася в певний момент під час дев'ятимісячної посухи в Сирії, яку араби називали «роком попелу». Накопичення тоді запасів їжі в містах та селах призвело до міграції туди заражених чумою пацюків та передачі хвороби людям. Чума поширилася по Сирії, а також до Іраку та Єгипту, перш ніж вщухнути в жовтні 639 року.
Згідно з одним із основних переказів традиційних ісламських джерел, каліф Умар ібн аль-Хаттаб, маючи намір запобігти хворобі та смерті свого головного командира Абу Убайди, покликав останнього до Медини. Той, знаючи про намір Умара, відмовився кинути своїх людей.
Згодом Умар вирушив до Сирії для оцінки ситуації, зустрівся з командувачами загонів на пустинній зупинці під назвою Сарг, яка знаходиться за тринадцять днів маршу на північ від Медини. Лідери курейшів — племені, до якого належали ісламський пророк Мухаммед і халіфи, запропонували вивести війська із зони епідемії, що Умар і прийняв.
Абу Убайда протестував проти виведення армії на підставі передбачуваної заборони Мухаммеда мусульманам, які тікають або потрапляють на уражену чумою землю. Умар на це відповів, що «людина природно обирає зелену сторону долини, а не безплідну, але незалежно від рішення людини, це буде воля Бога».
Цей переказ був використаний середньовічними мусульманськими науковцями як прецедент, який виправдовує втечу від епідемії. Умар, який наказав Абу Убайді вести армію до здоровіших місць, повернувся до Медини.
Абу Убайда відвів військо в табір біля старій столиці Гассанідів Джабії у високогірному регіоні Хавран. Завдяки своєму здоровому клімату Джабія була ефективною як санаторій для уражених чумою військ і центр розподілу воєнної здобичі. По дорозі туди, в 639 році, Абу Убайда помер від чуми. Його наступник Муаз ібн Джабал і дві дружини та син померли відразу після цього, а потім і наступник Муаза Язид ібн Абі Суф'ян. Було ще багато видатних мусульман і сподвижників Мухаммеда в армії, які померли від чуми. Аміру ібн аль-Асу приписують виведення вцілілих мусульманських військ до Джабії. У грудні 639 року він почав завоювання Єгипту, або з неохотного дозволу Умара, або навіть без нього.
За традиційними ісламськими підрахунками від 20 до 25 тисяч мусульманських вояків у Сирії і членів їхніх сімей померли від чуми. До 639 року в Джабії було залишено 4 тисяч мусульманських воїнів з приблизно 24 тисяч у 637 році, хоча зазначається, що незрозуміло, скільки з числа зниклих військових загинуло або тимчасово втекло та врешті повернулося до Сирії.

## Наслідки
Чума спричинила значні людські втрати серед місцевого християнського населення в Сирії. Це також призвело до подорожчання продуктів, їхнього надлишковог накопичення у деяких жителів, що спонукало Умара зрештою заборонити це накопичення. Після повернення в Медину із Сарга, Умар повідомив своїх радників про намір відвідати війська в Сирії-Палестині та оцінити втрати, які спричинила чума. Під час свого візиту в 639 році він дав вказівки щодо маєтків мусульман, які загинули під час епідемії, та врегулював претензії деяких вояків.
Через смерть своїх найвищих командувачів у Сирії Умар призначив брата і заступника Язида Муавію ібн Абі Суфяна командуювачем армією, остаточно заклавши основу для створення Муміядського халіфату, орієнтованого на Сирію, в 661 році. Припускається, що чума в Сирії завадила Умару задіяти кращих командирів, і, таким чином, він був змушений призначити Муавію.
Сучасні історики сходяться на думці, що фактичні обставини чуми Емауса не піддаються повноцінній реконструкції і загалом зосереджуються на описах цієї події в ісламських історіях VIII—X століть та збірниках хадисів (традицій і висловлювань Мухаммеда) в контексті богословських дискусій про призначення, статус мусульманських грішників та зараження. Розповіді про реакцію на чуму супутників Мухаммеда були основними мусульманськими релігійними та юридичними трактуваннями чуми протягом усього Середньовіччя, включаючи й період «Чорної смерті».
Чума повернулася в Сирію у 688 і 744 роках. Хвороба була причиною смерті багатьох омеядських халіфів та намісників. Халіфи регулярно виїжджали з міст до своїх пустельних палаців, коли влітку виникла чума.
Є припущення, що часті повернення чуми постійно знижували природний приріст населення в Сирії — Палестині, центрі Омеядського халіфату, та послаблювати владу Омеядів. Одночасно міграція арабських племен у далеку східну провінцію Хурасан, яка, очевидно, була позбавлена епідемій чуми, могла призвести до однобічного зростання та переважання східної половини халіфату, підйому там руху Аббасидів, який у кінцевому підсумку звалив Омеядів у 750 році. До цього періоду Омеяди втратили практичний контроль над східною частиною халіфату.
Середньовічні мусульманські теологи вивели три принципи трактування чуми в Емаусі:
- перший полягав у тому, що чума була формою божественного милосердя чи мученицької смерті для віруючих мусульман і покаранням для невіруючих;
- другий — заборона мусульманам в'їжджати чи втікати з  уражених чумою земель;
- третій — чума не була заразою, навпаки, вона була безпосередньо нав'язана Богом.

Погляди сирійських християн та євреїв, природні людські тривоги, ймовірно, вплинули на аспекти першого принципу, а саме те, що чума являла собою божественне покарання або попередження. Мусульмани пов'язували чуму з розслабленою мораллю серед мусульманських військ у Сирії, наприклад, споживанням вина, що заборонено мусульманам. Події в Емаусі використовувались для аргументації того, якщо людина втекла чи залишилася в зоні ураження чумою, її смерть вже була призначена Богом.